# Oscar Ohlson
Oscar Ohlson, född 31 december 1870 i Malmö, död 19 juli 1951 i Borås, var en svensk ingenjör och byggmästare.
Ohlson, som var son till fastighetsägare Jeppe Ohlson och Hanna Larsson, genomgick högre allmänt och tekniskt läroverk 1888. Han anställdes hos stadsarkitekt Salomon Sörensen 1888, byggmästare Christian Lauritz Müller i Malmö och byggmästare Frans Lundgren i Helsingborg 1890–1892, arkitekt Magnus Steendorff i Skövde 1892–1893, byggmästarefirma M. Jonsson  i Borås 1895–1899, drev egen byggnadsfirma från 1899, sedermera Byggnads AB Oscar Ohlson i Borås. Han uppförde i Borås bland annat stadshotellet, Folkets hus, Sagabiografen, Borås bank (sedermera Skandinaviska Banken) och Svenskt Konstsilkes industribyggnader. Han var ordförande i brandstyrelsen, Varmbadhus AB, ledamot av styrelsen för Skandinaviska Bankens avdelningskontor i Borås samt ledamot av stadsfullmäktige och drätselkammaren i Borås stad.